# 2008-as GP2 spanyol nagydíj
A 2008-as GP2 spanyol nagydíj volt a 2008-as GP2-szezon első versenye. A versenyt Montmelóban rendezték április 26-án és 27-én.
A főversenyen Álvaro Parente győzött Bruno Senna és Andreas Zuber előtt, míg a sprintversenyen Kobajasi Kamui végzett az első helyen, megelőzve Sébastien Buemit és Giorgio Pantanót.